# Бухоч (комуна)
Бухоч (рум. Buhoci) — комуна у повіті Бакеу в Румунії. До складу комуни входять такі села (дані про населення за 2002 рік):
- Бухоч (1391 особа)
- Бухочел (260 осіб)
- Біжгір (2459 осіб)
- Доспінешть (179 осіб)
- Котень (487 осіб)

Комуна розташована на відстані 247 км на північ від Бухареста, 7 км на схід від Бакеу, 78 км на південний захід від Ясс, 149 км на північний захід від Галаца, 148 км на північний схід від Брашова.

## Населення
За даними перепису населення 2002 року у комуні проживали 4776 осіб.
Національний склад населення комуни:
| Національність | Кількість осіб | Відсоток |
| -------------- | -------------- | -------- |
| румуни         | 4774           | > 99,9%  |
| угорці         | 1              | < 0,1%   |
| італійці       | 1              | < 0,1%   |

Рідною мовою назвали:
| Мова       | Кількість осіб | Відсоток |
| ---------- | -------------- | -------- |
| румунську  | 4773           | 99,9%    |
| угорську   | 1              | < 0,1%   |
| турецьку   | 1              | < 0,1%   |
| італійську | 1              | < 0,1%   |

Склад населення комуни за віросповіданням:
| Релігія       | Кількість осіб | Відсоток |
| ------------- | -------------- | -------- |
| православні   | 2508           | 52,5%    |
| римо-католики | 2239           | 46,9%    |
| п'ятдесятники | 19             | 0,4%     |
| адвентисти    | 4              | 0,1%     |
| старообрядці  | 4              | 0,1%     |
| реформати     | 1              | < 0,1%   |
| лютерани      | 1              | < 0,1%   |